# 金知秀
金 知秀（キム チス、2000年12月12日 - ）は、韓国の柔道選手。身長162cm。兵庫県姫路市出身の在日韓国人3世。階級は57kg級。得意技は背負投。

## 経歴
柔道は小学校1年の時に父親に勧められて始めた。ミキハウス柔道教室に所属していた小学校5年の時に、全国小学生学年別柔道大会40kg級の決勝で福岡県の浦明澄を判定で破って優勝した。6年の時には45kg級決勝で浦に有効で敗れて2位だった。高知県の香長中学時代には1年の時に全国中学校柔道大会44kg級に出場するも3回戦で敗れるが、2年の時には48kg級で3位、3年の時には5位となった。
　2016年には夙川学院高校に進んで阿部詩とチームメイトになった。1年の時にはインターハイ県予選決勝で、全国高校選手権48kg級で優勝した高校の2年先輩となる梅北眞衣を破ってインターハイに出場すると、勢いままに優勝を果たした。続いて全国高校選手権の県予選で優勝するも、その後過酷な減量に耐えられず倒れると、柔道部から逃げ出してレストランのサイゼリヤに入り浸り、大食いに没頭した。それにより、48kg級の選手だったにもかかわらず体重が一挙に63kgまで増えて、学校も1ヶ月の間、不登校状態となった。全国高校選手権にも出場しなかった。2年になると、「柔道のない生活って、つまらん」と改めて気付いて部に舞い戻ると、階級もそれまでの48kg級から57kg級に上げた。アジアジュニアに韓国代表で出場して優勝した。世界ジュニアでは準決勝で舟久保遥香に反則負けを喫するも、3位決定戦で北朝鮮のキム・ジヘを技ありで破って3位になった。グランドスラム・東京では初戦で山本杏に内股すかしで敗れた。グランドスラム・パリでは準々決勝で世界選手権3位であるイギリスのネコダ・スミス＝デイビスに技ありで敗れるが、その後の敗者復活戦でリオデジャネイロオリンピック銅メダリストであるポルトガルのテルマ・モンテイロを技ありで破ると、3位決定戦でも同じく世界選手権3位である地元フランスのエレーヌ・ルスボーを技ありで破って3位となった。全国高校選手権では個人戦で優勝すると、団体戦でも全勝してチームの2連覇に貢献した。3年の時には金鷲旗準決勝の南筑高校戦で素根輝に敗れると、昨年同様に他のメンバーも全員素根に敗れて3位にとどまった。8月のインターハイ団体戦では優勝を飾った。個人戦は準決勝で立命館宇治高校2年の岡田恵里佳に技ありで敗れて3位だった。世界選手権では2回戦でブルガリアのイベリナ・イリエバに腕挫十字固で敗れた。グランドスラム・大阪では準々決勝で世界チャンピオンの芳田司に内股で一本負けすると、敗者復活戦でもカナダの出口クリスタに横四方固で敗れた。2019年2月のグランドスラム・パリでは準決勝で出口に袈裟固で敗れるも、3位決定戦でリオデジャネイロオリンピック金メダリストのブラジルのラファエラ・シルバを一本背負投で破って3位になった。続くグランドスラム・デュッセルドルフでは準々決勝で芳田に反則負けするなどして7位だった。
　
2019年には山梨学院大学へ進学した。全日本学生体重別団体戦ではチームに貢献したが2位だった。ユニバーシアードでは個人戦、団体戦ともに3位だった。東京で開催された世界選手権では3回戦でイリエバに敗れた。世界ジュニアでは準々決勝で敗れるも、その後の3位決定戦で同僚のホ・ミミを技ありで破って3位になった。2021年7月に日本武道館で開催された東京オリンピックでは2回戦で敗れた。その後３度に渡る手術を受けた。過度の減量の為、階級を63㎏級に上げると、東京オリンピックぶりの復帰戦となる2023年6月のグランドスラム・アスタナでIJFワールド柔道ツアー初優勝を飾った。2024年3月のグランドスラム・トビリシでは準決勝で高市未来を背負投で破るなどして優勝した。パリオリンピックでは7位だった。パリオリンピック混合団体では銅メダルを獲得した。
IJF世界ランキングは860ポイント獲得で19位(24/7/22現在)。

## 戦績
- 2011年 -　全国小学生学年別柔道大会　優勝(40kg級)
- 2012年 -　全国小学生学年別柔道大会　2位(45kg級)

48kg級での戦績
- 2014年 -　全国中学校柔道大会　3位
- 2015年 -　全国中学校柔道大会　5位
- 2016年 -　インターハイ　個人戦　優勝
- 2016年 -　エクサンプロヴァンスジュニア国際　3位

57kg級での戦績
- 2017年 -　アジアジュニア　優勝
- 2017年 -　金鷲旗 2位
- 2017年 -　世界ジュニア　3位
- 2018年 - グランドスラム・パリ 3位
- 2018年 -　全国高校選手権　個人戦　優勝　団体戦　優勝
- 2018年 -　金鷲旗　3位
- 2018年 -　インターハイ　個人戦　3位　団体戦　優勝
- 2018年 -　国体　3位
- 2018年 -　グランドスラム・大阪　7位
- 2019年 - グランドスラム・パリ　3位
- 2019年 - グランドスラム・デュッセルドルフ　7位
- 2019年 - 優勝大会　2位
- 2019年 - ユニバーシアード 個人戦　3位　団体戦　3位
- 2019年 -　世界ジュニア 個人戦　3位　団体戦　7位
- 2021年 -　アジア・オセアニア選手権　個人戦　2位　団体戦　優勝

63㎏級での戦績
- 2023年 -　グランドスラム・アスタナ　優勝
- 2023年 -　グランプリ・ザグレブ　2位
- 2023年 - オセアニアオープン・パース　3位
- 2024年 -　グランドスラム・トビリシ　3位
- 2024年 -　グランドスラム・アンタルヤ　優勝
- 2024年 - アジア選手権　3位
- 2024年 - パリオリンピック　7位
- 2024年 -  パリオリンピック混合団体 3位

(出典、JudoInside.com)